# شهرپشت
شهرپشت، روستایی است از توابع بخش مرکزی شهرستان نوشهر در استان مازندران ایران.

## جمعیت
این روستا در دهستان خیرودکنار قرار دارد و براساس سرشماری مرکز آمار ایران در سال ۱۳۸۵، جمعیت آن ۵۲۵ نفر (۱۴۲خانوار) بوده‌است. مردم شهرپشت از قومیت طبری هستند. مردم شهرپشت به زبان طبری و گویش کجوری سخن می‌گویند.